# چارقلی
چارقلی، روستایی از توابع بخش مرکزی شهرستان گمیشان در استان گلستان ایران است.

## پیشینه
قدمت روستای چارقلی در سواحل شرقی دریای مازندران به حدود سال ۱۳۰۸ ه‍.ش برمی‌گردد در اثر پسروی آب دریا دارای منطقه‌ای جزیره مانند گردید که محدوده آن حوزه چارقلی فعلی را تشکیل می‌داد. آب دریا از شمال چارقلی که دارای اراضی پست‌تر بود در نزدیکی روستای قرمسه به رودخانه گرگان می‌ریخت. در واقع روستای دهنه (آغزلی) محل ساحل خزر به حساب می‌آمد. اولین افرادی که به منطقه چارقلی وارد شدند خانواده‌هایی از طوایف توماج، شیخ بودند که به صورت پراکنده در غرب روستا در شمال گرگانرود برای مدتی از سال سکنی گزیدند. دلیل مهاجرت این افراد، صید ماهی از رودخانه گرگان بوده‌است. این منطقه به‌جهت نزدیکی به دریا دارای ماهی فراوانی بود. وقتی تعداد خانوارها به اندازه انگشتان دست رسید فردی از آنها به این فکر افتاد که چرا به صورت فصلی به چارقلی آمده و در فصول دیگر به جاهای دیگر کوچ نمایند؟ لذا به فکر یکجانشینی افتاده و دیگران را نیز با عقیده خود همگام ساخت. چند خانواده اولیه که به صورت پراکنده در نواحی مختلف چارقلی زندگی می‌کردند در یک محل، آنهم نزدیک مسجد جامع کنونی سکنی گزیدند. در آنجا برای اولین با مسجدی بنا نهادند که این مسجد در حال حاضر در وسط روستا به عنوان مسجد جامع مورد استفاده قرار می‌گیرد. به دلیل فراوانی ماهی، خیال آنها از بابت احتیاجات غذایی راحت بوده لذا به این فکر افتادند تا بستگان و آشنایان خود را از مناطق دیگر به چارقلی بیاورند؛ لذا رفته رفته بر تعداد خانوارها افزوده شده و چارقلی کنونی شکل گرفت. از آنجائیکه شغل تمام روستائیان صیادی بود و در آن زمان چکمه وجود نداشت لذا جهت حفاظت از پاها در فصول سرد سال از سرمای آب رودخانه نیاز به پاپوشی مثل چکمه بود. بدین جهت به تقلید از ترکمن‌های نواحی شوروی سابق از پوست گوسفند کفش‌هایی ساختند که به آن چارق می‌گفتند. تمامی صیادان از این نوع کفش‌ها به پاهای خود کرده و به امر صیادی می‌پرداختند. افراد دیگر از نواحی اطراف برای گرفتن ماهی به چارقلی می‌آمدند و در قبال دادن اجناس مناطق خود از چارقلی ماهی می‌بردند؛ و نام چارقلی را نیز توسط این افراد مسافر بر این آبادی نهاده شد. چارقلی یعنی کسی که صاحب چارق می‌باشد.

## جمعیت
این روستا در دهستان جعفربای غربی قرار دارد و براساس سرشماری مرکز آمار ایران در سال ۱۳۸۵، جمعیت آن ۲۱۴۸ نفر (۳۹۱خانوار) بوده‌است.

## جاذبه‌های گردشگری
سواحل ماسه ای دریای مازندران در روستای چارقلی، زیباترین ساحل استان گلستان و قطعاً یکی از مقصدهای مهم گردشگری استان است، پتانسیل عظیم و ارزشمند گردشگری که هنوز کشف نشده‌است. روستای چارقلی با داشتن ساحلی ماسه ای و زیبا یکی از امن‌ترین و زیباترین سواحل شمالی کشور را به خود اختصاص داده که با کمترین هزینه و سرمایه‌گذاری قابلیت تبدیل شدن به یکی از نقاط گردشگری مهم در کشور را دارد. سواحل چارقلی دارای عمق بسیار مناسب و ایمن می‌باشد به طوری که کودکان به راحتی می‌توانند در ساحل آن بازی کنند، و همه شرایط به گونه ای فراهم است که سرمایه‌گذاران بخش خصوصی با حداقل سرمایه‌گذاری قادر خواهند بود پروژه‌های مهم و سودآور در منطقه ایجاد کنند. چارقلی بعد از بندرترکمن و بندرگز، سومین مقصد مهم گردشگری ساحلی در استان است و سالانه بیش از چندین هزار گردشگر از سواحل چارقلی دیدن می‌کنند.